# DTB Pokal Stuttgart 2022
A DTB Pokal Team Challenge 2022 and Mixed Cup 2022 foi uma competição de ginástica artística. Apresentou um Team Challenge (Desafio por Equipes) que tinha equipes de cinco pessoas representando seu país em divisões masculinas e femininas juvenis e sêniores separadas e uma Mixed Cup (Copa Mista) com equipes compostas por três homens e três mulheres.

## Participantes
A Mixed Cup contou com equipes de quatro nações: nação anfitriã Alemanha, Itália, Canadá e Estados Unidos. A Competição por Equipes contou com a competição de doze equiopes MAG sêniores, nove times WAG sêniores, onze times MAG juvenis e oito times WAG juvenis.

## Medalhistas

### Sênior
| Evento              | Ouro | Prata                                                                                               | Bronze |
| ------------------- | --- | --------------------------------------------------------------------------------------------------- | --- |
| Team Challenge      | | | |
| Masculino           | | | |
| Equipes             | Estados Unidos · Vitaliy Guimaraes · Asher Hong · Brody Malone · Yul Moldauer · Khoi Young                     | Itália · Yumin Abbadini · Nicola Bartolini · Lorenzo Minh Casali · Ludovico Edalli · Nicolò Mozzato | Alemanha · Carlo Hörr · Milan Hosseini · Felix Remuta · Dario Sissakis · Glenn Trebing                        |
| Solo                | Félix Dolci (CAN)                                                                                              | Asher Hong (USA)                                                                                    | Milan Hosseini (GER)                                                                                          |
| Cavalo com Alças    | Khoi Young (USA)                                                                                               | Benjamin Osberger (FRA)                                                                             | Yumin Abbadini (ITA)                                                                                          |
| Argolas             | Asher Hong (USA)                                                                                               | Carlo Hörr (GER)                                                                                    | Félix Dolci (CAN)                                                                                             |
| Salto               | Khoi Young (USA)                                                                                               | Nicolò Mozzato (ITA)                                                                                | Félix Dolci (CAN)                                                                                             |
| Barras Paralelas    | Nicolau Mir (ESP)                                                                                              | Glenn Trebing (GER)                                                                                 | Lorenzo Minh Casali (ITA)                                                                                     |
| Barra Fixa          | Carlo Hörr (GER)                                                                                               | Félix Dolci (CAN)                                                                                   | Nicolò Mozzato (ITA)                                                                                          |
| Feminino            | | | |
| Equipes             | Estados Unidos · Skye Blakely · eMjae Frazier · Nola Matthews · Konnor McClain · Ashlee Sullivan               | Itália · Angela Andreoli · Asia D'Amato · Martina Maggio · Veronica Mandriota · Giorgia Villa       | Austrália · Romi Brown · Olena Edmeades · Kate Sayer · Emily Whitehead ·                                      |
| Salto               | Denelle Pedrick (CAN)                                                                                          | Asia D'Amato (ITA)                                                                                  | Karina Schönmaier (GER)                                                                                       |
| Barras Assimétricas | Giorgia Villa (ITA)                                                                                            | Romi Brown (AUS)                                                                                    | Nola Matthews (USA)                                                                                           |
| Trave               | Konnor McClain (USA)                                                                                           | Martina Maggio (ITA)                                                                                | Sanna Veerman (NED)                                                                                           |
| Solo                | Angela Andreoli (ITA)                                                                                          | Konnor McClain (USA)                                                                                | Emily Whitehead (AUS)                                                                                         |
| Mixed Cup           | | | |
| Equipes             | Estados Unidos · Karis German · Katelyn Jong · Levi Jung-Ruivivar · Riley Loos · Curran Phillips · Colt Walker | Alemanha · Lea Quaas · Sarah Voss · Carlo Hörr · Dario Sissakis · Glenn Trebing ·                   | Itália · Desiree Carofiglio · Manila Esposito · Elisa Iorio · Yumin Abbadini · Lay Giannini · Mario Macchiati |

### Juvenil
| Evento              | Ouro                                                                                           | Prata | Bronze                                                                                           |
| Masculino           | Masculino                                                                                      | Masculino | Masculino                                                                                        |
| ------------------- | ---------------------------------------------------------------------------------------------- | --- | ------------------------------------------------------------------------------------------------ |
| Team                | Estados Unidos · Toby Liang · Vahe Petrosyan · Fred Richard · David Shamah · Kai Uemura        | Alemanha · Timo Eder · Gabriel Eichhorn · Alexander Kirchner · Maxim Kovalenko · Daniel Mousichidis · Jukka Nissinen | Itália · Tommaso Brugnami · Lorenzo Tomei · Diego Vazzola · Riccardo Villa · Jacopo Zuliani      |
| Solo                | Hugo Carmona (FRA)                                                                             | Maxim Kovalenko (GER)                                                                                                | Tommaso Brugnami (ITA)                                                                           |
| Cavalo com Alças    | Riccardo Villa (ITA)                                                                           | Axel Breche (FRA) | Daniel Mousichidis (GER)                                                                         |
| Argolas             | Vahe Petrosyan (USA)                                                                           | Paco Fernandes (FRA)                                                                                                 | Jukka Nissinen (GER) Jack Stanley (GBR)                                                          |
| Salto               | Fred Richard (USA)                                                                             | Daniel Carrión (ESP)                                                                                                 | Tommaso Brugnami (ITA)                                                                           |
| Barras Paralelas    | Fred Richard (USA)                                                                             | Nicolas Diez (FRA)                                                                                                   | Alfred Schwaiger (AUT)                                                                           |
| Barra Fixa          | Vahe Petrosyan (USA)                                                                           | Riccardo Villa (ITA)                                                                                                 | Danny Crouch (GBR)                                                                               |
| Feminino            |                                                                                                | |                                                                                                  |
| Equipes             | Estados Unidos · Myli Lew · Ella Murphy · Ella Kate Parker · Hezly Rivera · Tiana Sumanasekera | Austrália · Miella Brown · Ava Costa · Ruby Pass · Charlotte Shin ·                                                  | Itália · Giulia Antoniotti · Chiara Barzasi · Camilla Ferrari · Alessia Guicciardi · July Marano |
| Salto               | Tiana Sumanasekera (USA)                                                                       | Ruby Pass (AUS) | Laia Font (ESP)                                                                                  |
| Barras Assimétricas | Miella Brown (AUS)                                                                             | Helen Kevric (GER)                                                                                                   | Grace Davies (GBR)                                                                               |
| Trave               | Ruby Pass (AUS)                                                                                | Tiana Sumanasekera (USA)                                                                                             | Tiegan Trafford (GBR)                                                                            |
| Solo                | Chiara Barzasi (ITA)                                                                           | Meolie Jauch (GER)                                                                                                   | Ella Kate Parker (USA)                                                                           |

## Resultados femininos

### Equipes
| Pos. | Equipes             |            |            |            |            | Total   |
| ---- | ------------------- | ---------- | ---------- | ---------- | ---------- | ------- |
| 1    | Estados Unidos      | 42.799 (1) | 41.299 (2) | 40.366 (1) | 40.465 (1) | 164.929 |
| 1    | Skye Blakely        | 14.266     | 12.000     | 12.900     | 13.366     | 164.929 |
| 1    | eMjae Frazier       | 14.133     | 13.333     | 13.000     | 12.366     | 164.929 |
| 1    | Nola Matthews       |            | 14.033     |            |            | 164.929 |
| 1    | Konnor McClain      | 14.400     | 13.933     | 13.766     | 13.566     | 164.929 |
| 1    | Ashlee Sullivan     | 14.033     |            | 13.600     | 13.533     | 164.929 |
| 2    | Itália              | 41.733 (2) | 42.466 (1) | 39.299 (2) | 40.100 (2) | 163.598 |
| 2    | Angela Andreoli     | 13.833     | 13.833     | 11.433     | 13.500     | 163.598 |
| 2    | Asia D'Amato        | 14.000     | 14.200     | 13.100     | 12.600     | 163.598 |
| 2    | Martina Maggio      | 13.900     | 12.566     | 13.500     | 13.300     | 163.598 |
| 2    | Veronica Mandriota  | 13.666     |            |            | 13.300     | 163.598 |
| 2    | Giorgia Villa       |            | 14.433     | 12.666     |            | 163.598 |
| 3    | Austrália           | 39.999 (3) | 38.966 (3) | 37.333 (3) | 36.999 (4) | 153.297 |
| 3    | Romi Brown          | 13.400     | 13.600     | 11.466     | 12.133     | 153.297 |
| 3    | Olena Edmeades      | 12.633     | 11.933     | 12.400     |            | 153.297 |
| 3    | Kate Sayer          | 13.333     | 12.133     | 12.100     | 11.900     | 153.297 |
| 3    | Emily Whitehead     | 13.266     | 13.233     | 12.833     | 12.966     | 153.297 |
| 4    | Canadá              | 39.965 (4) | 37.232 (6) | 36.532 (4) | 37.965 (3) | 151.695 |
| 4    | Amy Jorgensen       | 12.966     | 12.166     | 11.566     | 11.933     | 151.695 |
| 4    | Jenna Lalonde       | 12.800     | 13.100     | 10.600     | 11.733     | 151.695 |
| 4    | Denelle Pedrick     | 13.966     | 11.933     | 12.700     | 13.166     | 151.695 |
| 4    | Sydney Turner       | 13.033     | 11.000     | 12.266     | 12.866     | 151.695 |
| 5    | Países Baixos       | 38.866 (6) | 38.265 (4) | 36.299 (5) | 36.633 (5) | 150.063 |
| 5    | Casey-Jane Meuleman |            | 10.400     | 11.333     |            | 150.063 |
| 5    | Mara Slippens       | 13.100     | 11.066     |            | 12.033     | 150.063 |
| 5    | Floor Sloof         | 12.600     |            | 10.566     | 12.600     | 150.063 |
| 5    | Sanna Veerman       | 13.166     | 14.333     | 12.766     | 12.000     | 150.063 |
| 5    | Tisha Volleman      | 12.200     | 12.866     | 12.200     | 12.000     | 150.063 |
| 6    | Espanha             | 39.432 (5) | 37.532 (5) | 35.266 (8) | 36.132 (6) | 148.362 |
| 6    | Emma Fernández      |            | 12.333     |            | 12.333     | 148.362 |
| 6    | Lorena Medina       | 12.600     | 11.766     | 10.700     |            | 148.362 |
| 6    | Alba Petisco        | 13.100     | 13.433     | 11.900     | 11.966     | 148.362 |
| 6    | Irene Ros           | 13.266     |            | 11.233     | 11.833     | 148.362 |
| 6    | Claudia Villalba    | 13.066     | 8.400      | 12.133     | 11.733     | 148.362 |
| 7    | Alemanha            | 39.799 (7) | 35.098 (7) | 35.566 (7) | 35.766 (7) | 145.299 |
| 7    | Julia Dumrath       |            | 9.833      | 12.600     | 11.400     | 145.299 |
| 7    | Anna-Lena König     | 12.733     | 11.766     | 10.900     | 12.333     | 145.299 |
| 7    | Jessica Shlegel     | 12.666     | 11.666     | 10.933     | 10.833     | 145.299 |
| 7    | Karina Schönmaier   | 13.400     | 11.666     | 12.033     | 12.033     | 145.299 |
| 7    | Aiya Zhu            | 11.600     |            |            |            | 145.299 |
| 8    | Noruega             | 36.133 (8) | 32.332 (8) | 36.099 (6) | 33.866 (8) | 138.420 |
| 8    | Selma Halvorsen     |            | 10.533     | 11.233     | 5.033      | 138.420 |
| 8    | Julie Madsoe        | 13.300     | 11.133     | 12.066     | 12.000     | 138.420 |
| 8    | Mali Neurauter      | 12.400     | 10.433     | 11.533     | 10.066     | 138.420 |
| 8    | Maria Tronrud       | 10.433     | 10.666     | 12.500     | 11.800     | 138.420 |
| 9    | Suíça               | 11.866 (9) | 21.332 (9) | 17.366 (9) | 23.666 (9) | 74.230  |
| 9    | Martina Eisenegger  |            | 11.366     | 9.300      | 10.966     | 74.230  |
| 9    | Chiara Giubellini   | 11.866     |            |            | 12.700     | 74.230  |
| 9    | Anastassia Pascu    |            | 9.966      | 8.066      |            | 74.230  |

### Salto
| Pos. | Ginasta           | Nota D  | Nota E  | Pen.    | Pont. 1 | Nota D  | Nota E  | Pen.    | Pont. 2 | Total   |
| ---- | ----------------- | ------- | ------- | ------- | ------- | ------- | ------- | ------- | ------- | ------- |
| 1    | Denelle Pedrick   | 5.000   | 8.966   |         | 13.966  | 3.800   | 8.800   |         | 12.600  | 13.283  |
| 2    | Asia D'Amato      | 5.000   | 8.800   | 0.300   | 13.500  | 4.200   | 8.700   | 0.100   | 12.800  | 13.150  |
| 3    | Karina Schönmaier | 4.200   | 9.000   |         | 13.200  | 3.800   | 9.066   |         | 12.866  | 13.033  |
| 4    | Lorena Medina     | 4.200   | 8.633   |         | 12.833  | 3.800   | 8.966   |         | 12.766  | 142.783 |
| 5    | Mara Slippens     | 4.200   | 8.800   |         | 13.000  | 4.000   | 8.866   | 0.300   | 12.566  | 12.783  |
| 6    | Mali Neurauter    | 3.800   | 8.400   | 0.100   | 12.100  | 3.400   | 8.433   | 0.100   | 11.733  | 11.916  |
| Pos. | Ginasta           | Salto 1 | Salto 1 | Salto 1 | Salto 1 | Salto 2 | Salto 2 | Salto 2 | Salto 2 | Total   |

### Barras assimétricas
| Pos. | Ginasta       | Nota D | Nota E | Pen. | Total  |
| ---- | ------------- | ------ | ------ | ---- | ------ |
| 1    | Giorgia Villa | 5.800  | 8.033  |      | 13.833 |
| 2    | Romi Brown    | 5.300  | 8.400  |      | 13.700 |
| 3    | Nola Matthews | 5.800  | 7.900  |      | 13.700 |
| 4    | Jenna Lalonde | 5.000  | 7.933  |      | 12.933 |
| 5    | Alba Petisco  | 5.000  | 7.233  |      | 12.233 |
| 6    | Sanna Veerman | 5.700  | 6.033  |      | 11.733 |

### Trave
| Pos. | Ginasta         | Nota D | Nota E | Pen.  | Total  |
| ---- | --------------- | ------ | ------ | ----- | ------ |
| 1    | Konnor McClain  | 6.100  | 7.933  |       | 14.033 |
| 2    | Martina Maggio  | 5.500  | 8.500  |       | 14.000 |
| 3    | Sanna Veerman   | 4.800  | 7.800  |       | 12.600 |
| 4    | Emily Whitehead | 4.900  | 7.400  |       | 12.300 |
| 5    | Julia Dumrath   | 4.800  | 7.000  | 0.100 | 11.700 |
| 6    | Denelle Pedrick | 4.600  | 6.566  |       | 11.166 |

### Solo
| Pos. | Ginasta         | Nota D | Nota E | Pen.  | Total  |
| ---- | --------------- | ------ | ------ | ----- | ------ |
| 1    | Angela Andreoli | 5.700  | 7.966  |       | 13.666 |
| 2    | Konnor McClain  | 5.700  | 7.700  | 0.100 | 13.300 |
| 3    | Emily Whitehead | 5.000  | 8.000  |       | 13.000 |
| 4    | Denelle Pedrick | 5.000  | 7.633  |       | 12.633 |
| 5    | Floor Sloof     | 4.600  | 7.733  |       | 12.333 |
| 6    | Anna-Lena König | 4.700  | 7.533  | 0.300 | 11.933 |

## Mixed Cup

### Qualificatória
| Pos. | Nome               | Round 1        | Round 2        | Round 3        | Total   |
| ---- | ------------------ | -------------- | -------------- | -------------- | ------- |
| 1    | Estados Unidos     | Estados Unidos | Estados Unidos | Estados Unidos | 158.400 |
| 1    | Karis German       | 13.350         | –              | –              | 158.400 |
| 1    | Katelyn Jong       | –              | 13.250         | 11.700         | 158.400 |
| 1    | Levi Jung-Ruivivar | 13.250         | 12.600         | 12.750         | 158.400 |
| 1    | Riley Loos         | 13.300         | –              | 12.700         | 158.400 |
| 1    | Curran Phillips    | –              | 14.200         | 12.900         | 158.400 |
| 1    | Colt Walker        | 14.200         | 14.200         | –              | 158.400 |
| 2    | Alemanha           | Alemanha       | Alemanha       | Alemanha       | 154.150 |
| 2    | Lea Quass          | 12.350         | 12.900         | 11.950         | 154.150 |
| 2    | Sarah Voss         | 12.850         | 13.250         | 12.800         | 154.150 |
| 2    | Carlo Hörr         | 11.600         | 13.350         | –              | 154.150 |
| 2    | Dario Sissakis     | 12.600         | –              | 14.200         | 154.150 |
| 2    | Glenn Trebing      | –              | 12.450         | 13.859         | 154.150 |
| 3    | Itália             | Itália         | Itália         | Itália         | 153.950 |
| 3    | Desiree Carofiglio | 11.850         | –              | –              | 153.950 |
| 3    | Manila Esposito    | 12.500         | 10.650         | 12.800         | 153.950 |
| 3    | Elisa Iorio        | –              | 13.950         | 12.800         | 153.950 |
| 3    | Yumin Abbadini     | –              | 13.300         | –              | 153.950 |
| 3    | Lay Giannini       | 13.050         | –              | 13.750         | 153.950 |
| 3    | Mario Macchiati    | 12.300         | 13.000         | 14.000         | 153.950 |
| 4    | Canadá             | Canadá         | Canadá         | Canadá         | 152.300 |
| 4    | Amy Jorgensen      | 13.100         | 11.750         | 10.950         | 152.300 |
| 4    | Jenna Lalonde      | –              | –              | –              | 152.300 |
| 4    | Sydney Turner      | 13.250         | 12.500         | 12.250         | 152.300 |
| 4    | Félix Blaquiere    | –              | 11.250         | 12.850         | 152.300 |
| 4    | Zachary Clay       | 13.750         | 12.550         | –              | 152.300 |
| 4    | Félix Dolci        | 14.300         | –              | 13.800         | 152.300 |

### Final
| Pos.           | Nome               | Round 4        | Total  |
| -------------- | ------------------ | -------------- | ------ |
| Campeonato     |                    |                |        |
| 1              | Estados Unidos     | Estados Unidos | 57.950 |
| 1              | Karis German       | –              | 57.950 |
| 1              | Katelyn Jong       | 14.350         | 57.950 |
| 1              | Levi Jung-Ruivivar | 13.900         | 57.950 |
| 1              | Riley Loos         | –              | 57.950 |
| 1              | Curran Phillips    | 15.050         | 57.950 |
| 1              | Colt Walker        | 14.650         | 57.950 |
| 2              | Alemanha           | Alemanha       | 50.450 |
| 2              | Lea Quass          | 9.900          | 50.450 |
| 2              | Sarah Voss         | 13.100         | 50.450 |
| 2              | Carlo Hörr         | –              | 50.450 |
| 2              | Dario Sissakis     | 13.200         | 50.450 |
| 2              | Glenn Trebing      | 14.250         | 50.450 |
| Terceiro lugar |                    |                |        |
| 3              | Itália             | Itália         | 53.250 |
| 3              | Desiree Carofiglio | 13.500         | 53.250 |
| 3              | Manila Esposito    | 13.550         | 53.250 |
| 3              | Elisa Iorio        | –              | 53.250 |
| 3              | Yumin Abbadini     | –              | 53.250 |
| 3              | Lay Giannini       | 13.100         | 53.250 |
| 3              | Mario Macchiati    | 13.100         | 53.250 |
| 4              | Canadá             | Canadá         | 53.050 |
| 4              | Amy Jorgensen      | –              | 53.050 |
| 4              | Jenna Lalonde      | 12.850         | 53.050 |
| 4              | Sydney Turner      | 13.600         | 53.050 |
| 4              | Félix Blaquiere    | 13.900         | 53.050 |
| 4              | Zachary Clay       | 12.700         | 53.050 |
| 4              | Félix Dolci        | –              | 53.050 |